# هل نیدهام
هل نیدهام (انگلیسی: Hal Needham؛ ۶ مارس ۱۹۳۱ – ۲۵ اکتبر ۲۰۱۳) یک هنرپیشه، کارگردان، و فیلم‌نامه‌نویس اهل ایالات متحده آمریکا بود. وی بین سال‌های ۱۹۵۶ تا ۱۹۹۶ میلادی فعالیت می‌کرد.